# ¡A las Barricadas! (suplemento de Interviú)
¡A las Barricadas!, subtitulado Primera revista de autodefensa para demócratas,  fue un suplemento de humor de 24 páginas que se entregó semanalmente con cada ejemplar de Interviú en 1998.

## Trayectoria editorial
El primer número de ¡A las Barricadas! apareció el lunes 11 de mayo de 1998 con el número 1150 de Interviú. Pretendía recoger la herencia de revistas como "La Codorniz" o "El hermano lobo". Colaboraron en ella los escritores y humoristas Moncho Alpuente, Albert Boadella, Carlos Boyero, Calpurnio, Pablo Carbonell, Forges, Miguel Gila, Luis Landero, Máximo, Quim Monzó, Juan Manuel de Prada, Carlos Romeu, Sir Cámara, Manuel Vázquez Montalbán, Vicente Verdú y Manuel Vicent.
| Números | Título           | Guionista             | Dibujante      | Tipo                 |
| ------- | ---------------- | --------------------- | -------------- | -------------------- |
|         | Barra casi libre | Florenci Clavé        | Florenci Clavé | Serie de historietas |
|         | En Canal         | Felipe Hernández Cava | Jorge Arranz   | Serie de historietas |